# Kirche Dargitz

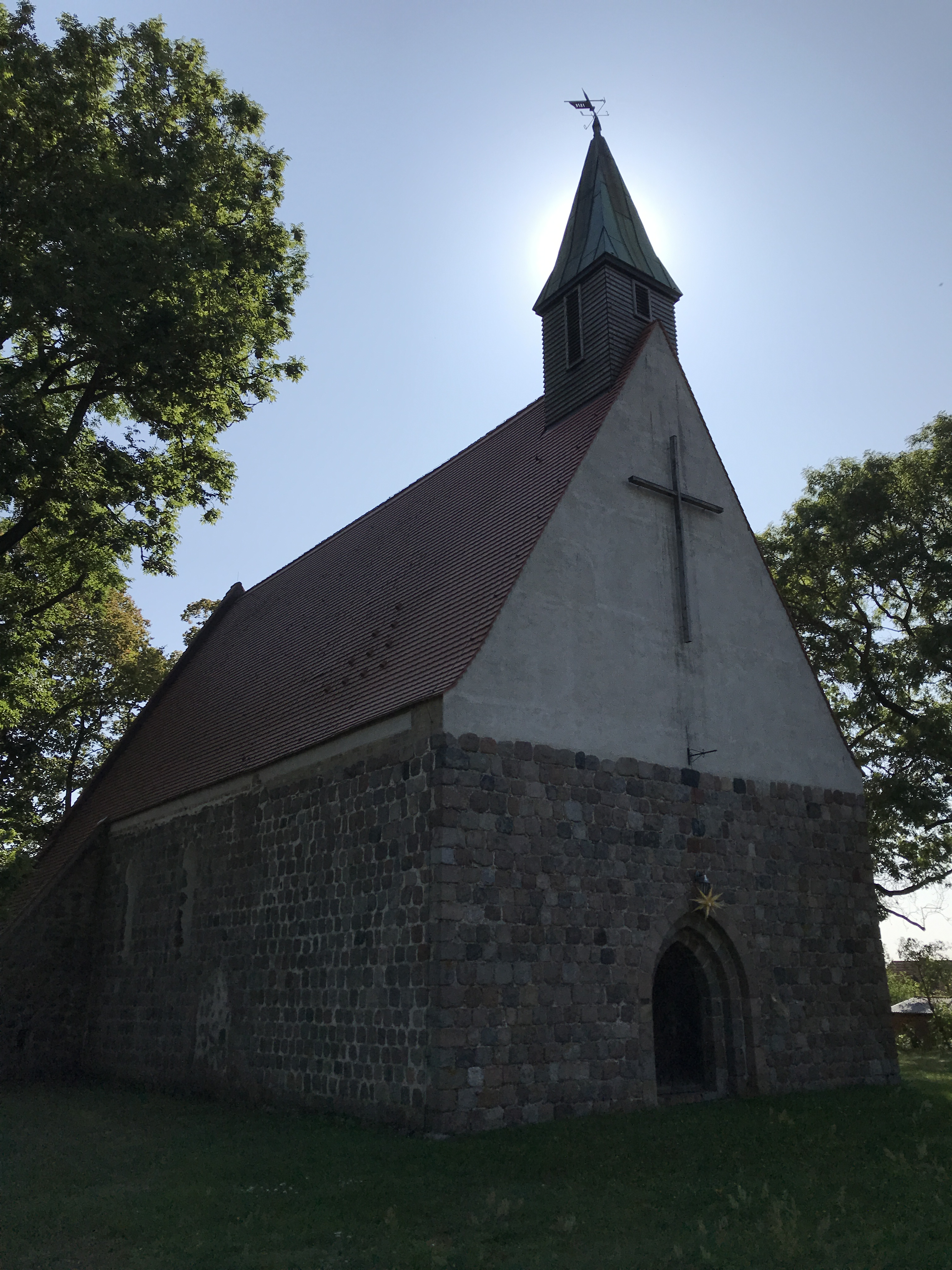
Kirche Dargitz

Die evangelische Kirche Dargitz ist eine Feldsteinkirche aus der zweiten Hälfte des 13. Jahrhunderts in Dargitz, einem Ortsteil der Gemeinde Schönwalde im Landkreis Vorpommern-Greifswald im Land Mecklenburg-Vorpommern. Die Kirchengemeinde gehört zur Propstei Pasewalk im Pommerschen Evangelischen Kirchenkreis der Evangelisch-Lutherischen Kirche in Norddeutschland.

## Lage
Die Lindenstraße führt als zentrale Verbindungsachse von Norden kommend in südlicher Richtung durch den Ort. Von Westen führt die Schönwalder Straße zu. Die Kirche steht östlich dieser Kreuzung auf einem leicht erhöhten Grundstück, das mit einer Mauer aus unbehauenen und nicht lagig geschichteten Feldsteinen eingefriedet ist.

## Geschichte
Das Bauwerk entstand in der zweiten Hälfte des 13. Jahrhunderts, als Handwerker aus Feldsteinen ein Kirchenschiff sowie einen Kirchturm errichteten und diesen mit einem Spitzbogen miteinander verbanden. Zu einem späteren Zeitpunkt wurde dieser Bogen vermauert. 1913 erfolgte eine Restaurierung des Innenraums, bei dem Experten mittelalterliche Wandmalereien freilegten. 1978 erneuerten Handwerker den Turmaufsatz.

## Baubeschreibung

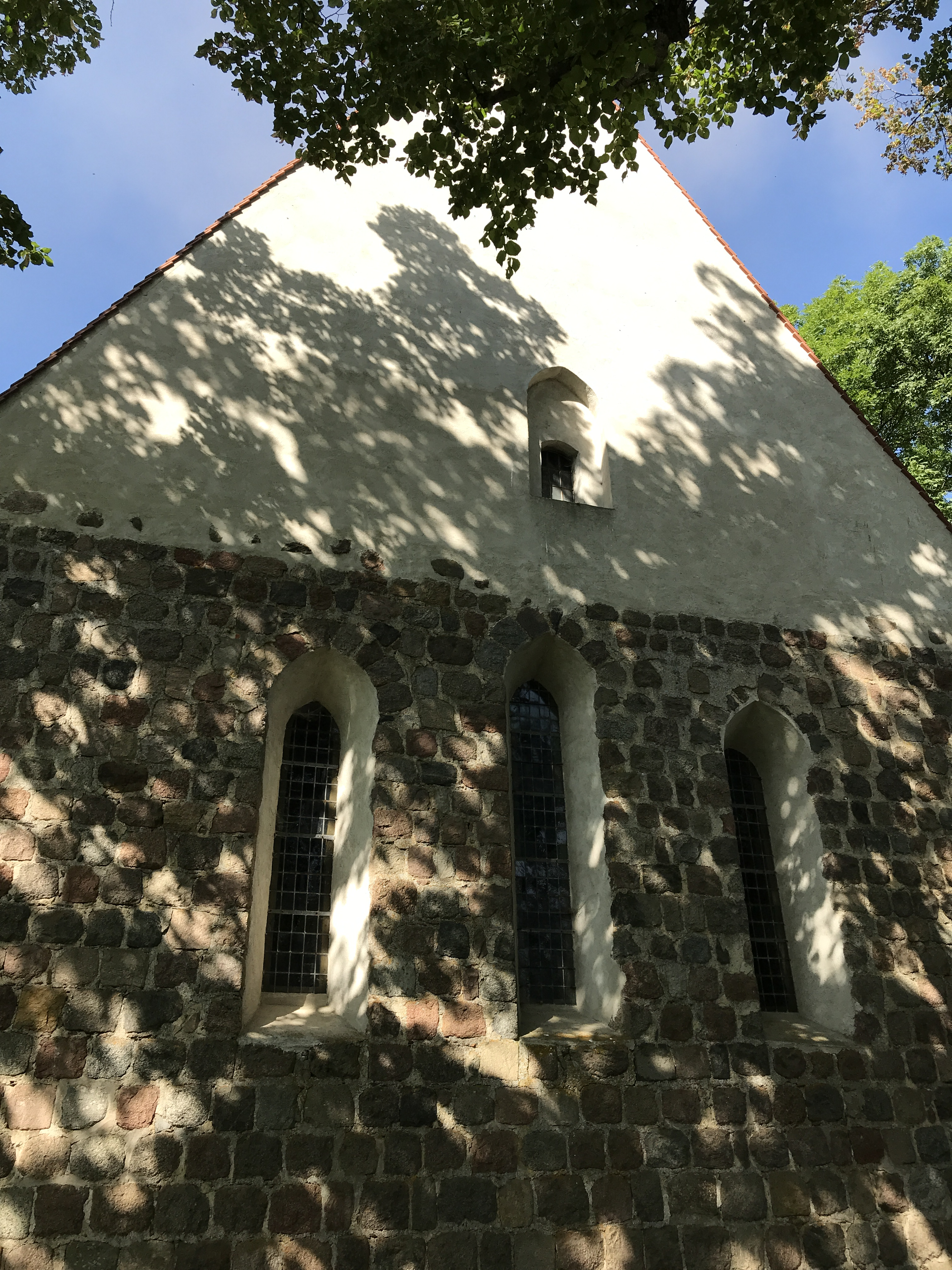
Ostansicht

Die Kirche wurde im Wesentlichen aus Feldsteinen errichtet, die sorgfältig behauen und lagig geschichtet wurden. Der Chor ist gerade und nicht eingezogen. An der Ostseite ist eine Dreifenstergruppe, die aus der Bauzeit stammen könnte. Das mittlere Fenster ist dabei leicht erhöht und ragt mit seinem Schlussstein in den verputzten Giebel hinein. Dort ist mittig eine spitzbogenförmige Blende, in die ein kleines, gedrückt-segmentbogenförmiges Fenster eingelassen ist. An den Chor schließt sich nach Norden eine Sakristei an, die optisch mit einem Schleppdach in den übrigen Baukörper integriert wurde. An der Ostseite ist im unteren Bereich ein kleines Fenster, im verputzten Giebel eine kleine, rechteckige Pforte. Die Mauerwerksausführung zwischen diesen beiden Öffnungen ist eher unregelmäßig und könnte daher aus einer späteren Zeit stammen. Die Nordseite ist fensterlos, an der Westseite ist ebenfalls lediglich ein kleines Fenster. Darüber ist die gleiche unregelmäßige Mauerwerksausführung zu sehen. Teilweise wurden Ausbesserungsarbeiten mit rötlichem Mauerstein vorgenommen.
Daran schließt sich das Kirchenschiff an. Es hat einen rechteckigen Grundriss und an seiner Nordseite zwei Spitzbogenfenster. Westlich davon ist eine zugesetzte Pforte. An der Südseite befinden sich drei weitere Spitzbogenfenster sowie zwischen dem mittleren und dem östlich gelegenen Fenster eine ebenfalls spitzbogenförmige Pforte. Auch sie könnte aus der Bauzeit stammen.
Nach Westen schließt sich der massive Westturm an. Er ist an der Nord- und Südseite fensterlos, während im Westen ein großes, spitzbogenförmiges und dreifach getrepptes Portal den Zugang zum Bauwerk ermöglicht. Die Steine sind auch hier sorgfältig behauen. Der Westgiebel ist flächig verputzt und mit einem großen Kreuz verziert. Aus dem schlichten Satteldach erhebt sich der verbretterte Turmhelm mit einer kleinen Klangarkade an der Westseite sowie drei deutlich größeren Klangarkaden an den übrigen Seiten. Oberhalb ist ein schlichtes Pyramidendach, das mit einer Wetterfahne abschließt.

## Ausstattung
Das barocke Altarretabel besteht aus einem einfachen Säulenaufbau mit einem geschnitzten Kruzifix sowie zwei Gemälden, welche das Abendmahl Jesu sowie die Auferstehung Jesu Christi zeigen. Es entstand Anfang des 18. Jahrhunderts und wurde 2006 restauriert. Dazu gehört eine Kanzel mit Kanzelkorb aus der Zeit um 1600, die in den Formen der Spätrenaissance gearbeitet und zwischen zwei Säulenarkaden aufgestellt wurde. Der Korb ist mit Abbildungen der Apostel verziert. Oberhalb ist ein Schalldeckel aus dem Jahr 1823.
Die Empore für die Orgel entstand im 17. Jahrhundert. Zur weiteren Kirchenausstattung gehören mittelalterliche Wandmalereien aus dem 14./15. Jahrhundert, die 1913 durch Gustav Hoffmann freigelegt und 1978 restauriert wurden. Sie zeigen an der Nordseite das Jüngste Gericht sowie weitere Apostel. Ihnen gegenüber ist die Kreuzigung Jesu, die Anbetung der Könige sowie vier weibliche Heilige dargestellt. Im Osten sind zwei Engel mit Hostie sowie Christophorus zu sehen.